# Брюсселизация

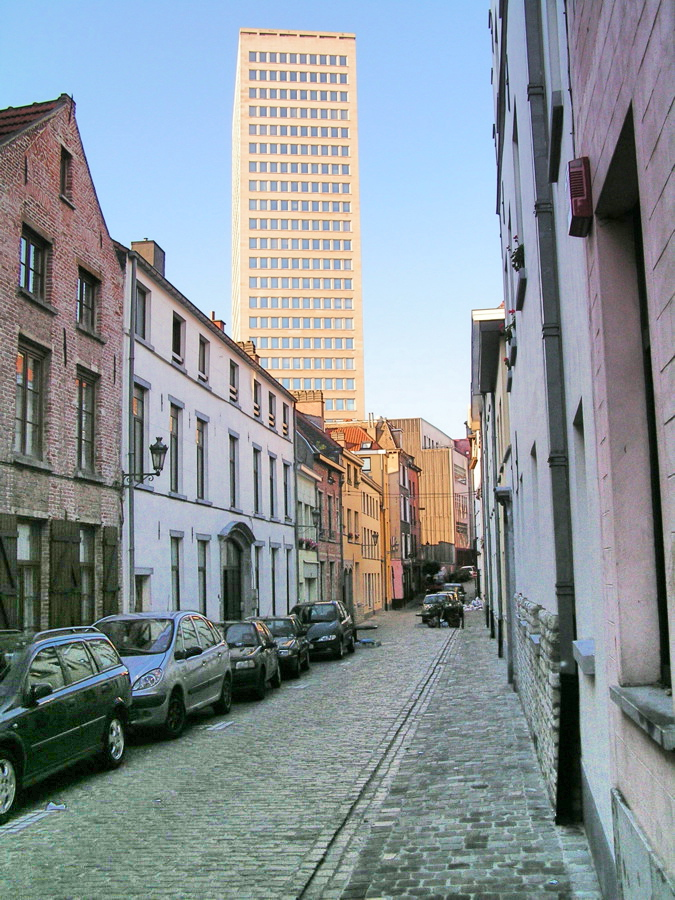
Новый небоскрёб на фоне старинных зданий. Башня, изображённая на фото, стоит на месте снесённого памятника — «Народного дома» Виктора Орта

Брюсселизация (фр. Bruxellisation, нидерл. Verbrusseling) в градостроительстве — хаотический подход к реконструкции городов, при котором происходит неконтролируемый массовый снос исторической застройки, замещаемой современными зданиями сомнительных архитектурных достоинств. Термин, впервые использованный немецкой газетой Frankfurter Allgemeine Zeitung, возник в связи с массовым сносом исторической застройки Брюсселя в 1960-х и 1970-х годах.
Яркими примерами аналогичных процессов 1960-х за пределами Бельгии служат реконструкция Норрмальма — cеверной части Стокгольма и строительство Нового Арбата, неформально именуемого «вставными челюстями Москвы».

## «Модернизация» центрального Брюсселя
К середине XX века Брюссель уже пережил две масштабные реконструкции. В первый раз городская среда была перекроена во второй половине XIX века в связи с османизацией (по парижскому образцу) и перекрытием Сенны. Затем Леопольд II затеял возведение гигантских сооружений вроде Дворца правосудия, которые должны были превзойти по монументальности самые помпезные здания Парижа. С 1911 по 1952 год продолжалась прокладка железной дороги через центр Брюсселя. 

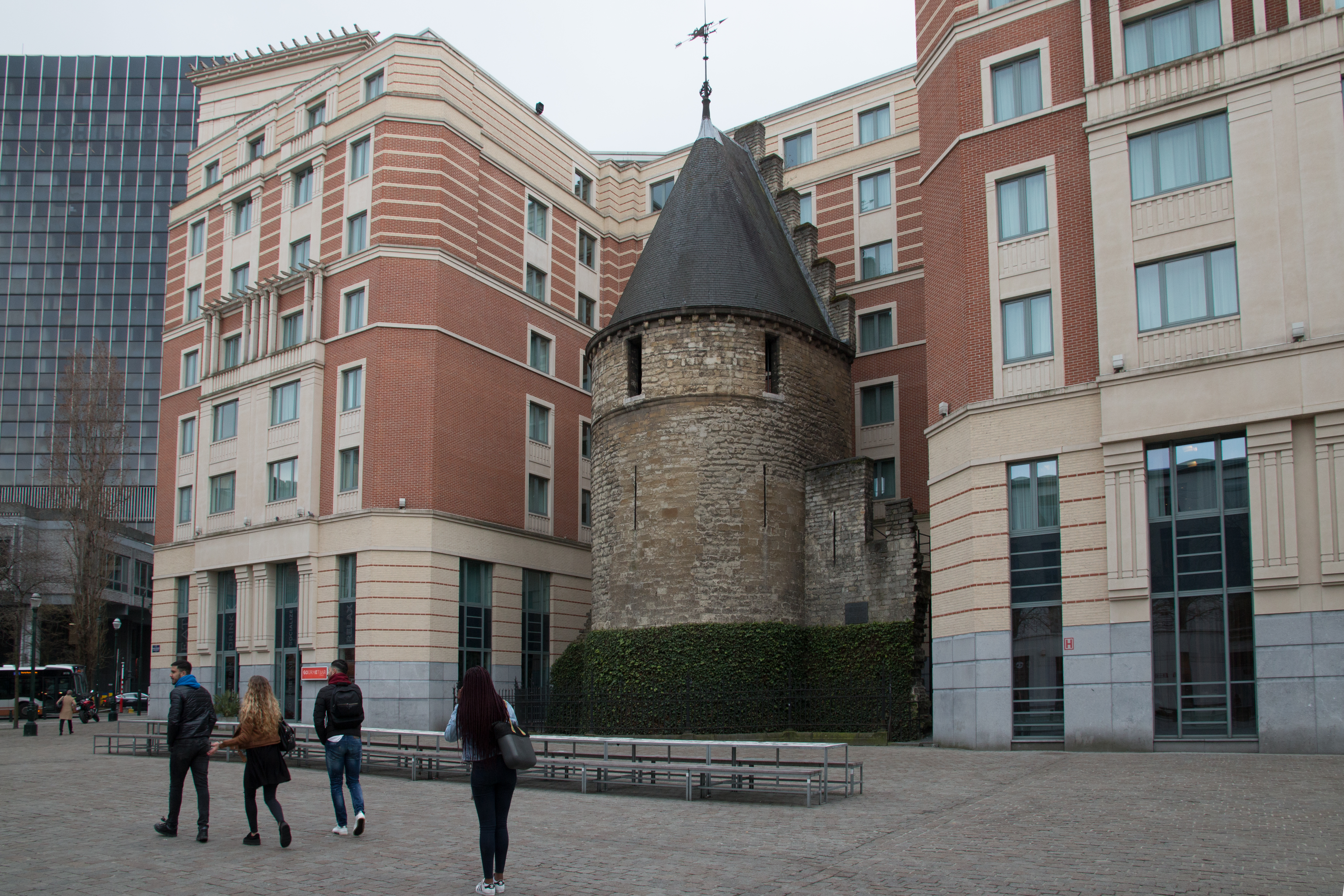
Брюсселизация на примере Чёрной башни XIII века и современных зданий вокруг

В 1958 году Брюссель, не успев восстановить разрушения 1944—1945 годов, принимал Всемирную выставку Expo 58. Городские власти, уверенные в неготовности старого города принять поток посетителей, усугубляемой переездом в Брюссель чиновников НАТО и Европейской комиссии, а также растущей автомобилизацией, в срочном порядке «решили» транспортную проблему, заасфальтировав бульвары и сняв трамвайные линии с важнейших улиц. В последующие годы строительные компании, поддержанные коммунами (органы местного самоуправления), развернули массовую застройку в районе Северного вокзала. Под предлогом строительства «города будущего» целые кварталы очищались от населения и застраивались офисными зданиями. Среди снесённых памятников архитектуры — и застройка XVIII века, и относительно молодой Народный дом Викто́ра Орта́, не простоявший и семидесяти лет (снесён в 1965 году).
«Реконструкция» Брюсселя отличалась от проведённых в XIX веке перестроек Вены и Парижа не столько масштабом, сколько отсутствием единого плана и каких-либо эстетических ограничений на новое строительство. К началу 1980-х гг. в Брюсселе фактически не осталось зданий, построенных ранее 1695 года, за исключением горстки разрозненных церквей и городской ратуши.
Внутри самого Брюсселя власть децентрализована — девятнадцать городских коммун действуют разрозненно. Именно коммуны, а не городская управа, принимают решения о сносе зданий и возведении новых. После того, как в 1993 году решением коммунального уровня было уничтожено охраняемое историческое здание на авеню де Тервюрен, полномочия коммун в отношении охраняемых зданий были ограничены. Судебные процессы в связи с этим делом продолжались до 2006 года.

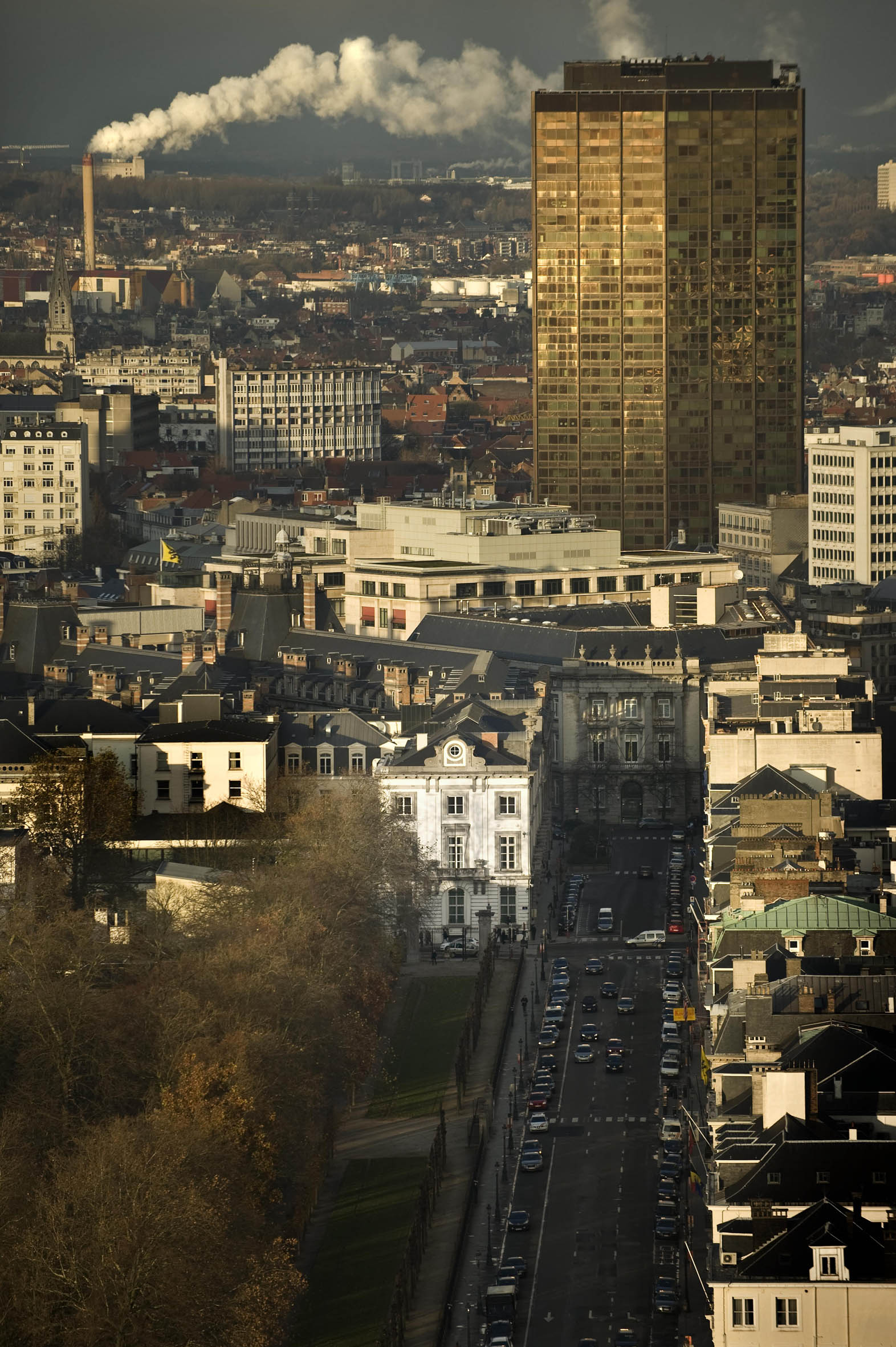
Вид на центр Брюсселя после «реновации» с крыши королевского дворца.

Принятые в начале 1990-х ограничения на снос исторических зданий не изменили положения в городе в целом, так как в Брюсселе под охраной состоит ничтожно малое количество зданий. Генеральный план 1999 года декларирует, что высотные здания несовместимы с исторически сложившимся обликом центра Брюсселя. Под влиянием общественности на смену масштабному сносу старых кварталов пришёл т. н. фасадизм — полная перестройка исторических зданий при сохранении муляжа фасада. Как рассказывал посол Бельгии в России Винсент Мертенс де Вильмарс:
согласно этому методу, сохраняется исторический или архитектурный фасад здания, и полностью реконструируется остальная часть. Негативное следствие этой деятельности — одновременный снос значительного количества гостиниц и как результат — временное отсутствие отелей с приемлемыми ценами за обслуживание.

### Тактика застройщиков
В Брюсселе 1960-х годов сформировалась массовая практика целенаправленного доведения зданий и даже целых кварталов до аварийного состояния с целью их последующего сноса. Застройщики, вступив в сговор с городскими властями, распускали слухи о грядущем сносе (фр. chantage au chancre — «шантаж разрухой»), жильцы съезжали из домов, заброшенные дома скупались по невысоким ценам и в течение нескольких лет приходили в негодность. В узком смысле брюсселизация и есть практика так называемого мирного (ползучего) выселения из домов с последующим «естественным» разрушением. Процесс происходил не быстро: исторический дом Presses Socialistes на рю де Сабль стоял выселенным двадцать лет. В итоге город заключил с девелопером Montois Partners сделку — девелопер обязуется снести ранее построенную 23-этажную башню Tour Lotto и получает право выстроить на её месте 14-этажную, существенно большей площади (нынешняя Central Plaza), а в награду ему достаётся право на перестройку Presses Socialistes с сохранением фасада.
Вторая особенность брюссельской практики — закрытость проектной деятельности, отказ от открытых конкурсов и публичного обсуждения проектов. Более половины высотных построек 1997—2007 годов спроектировано местным бюро Jaspers-Eyers, а вышеупомянутые Montois считаются застройщиками-монополистами.

## Отражения в культуре
В 1992 году в серии бельгийских графических романов «Туманные города» Франсуа Скойтена и Бенуа Петерса вышла книга Brüsel. Действие серии происходит в вымышленном городе, который, однако, во многом напоминает Брюссель. Реконструкция города Brüsel в конечном итоге вызывает природный катаклизм, и город гибнет. В предисловии к книге подробно изложена история брюсселизации настоящего, а не вымышленного Брюсселя.